# Jacek Damszel
Jacek Damszel (ur. 26 lipca 1949 w Warszawie) – polski lekkoatleta, oszczepnik. Przez całą karierę reprezentował klub RKS Skra Warszawa.

## Życiorys
Reprezentant Polski, medalista mistrzostw Polski. Absolwent poznańskiej AWF (wcześniej przez 2,5 roku studiował na Politechnice Warszawskiej). Dziesięciokrotny uczestnik meczów międzypaństwowych (w latach 1971–1977). Rekord życiowy uzyskał 12 czerwca 1976 w Algierze. Osiągnął wówczas wynik 83,22. Okazjonalnie uprawiał także siatkówkę. Po zakończeniu kariery pracował jako trener oszczepników warszawskiej Skry. 
Ojciec Tomasza Damszela - także oszczepnika.

## Progresja wyników
| Rok           | 1965  | 1966  | 1967  | 1968  | 1968  | 1970  | 1971  | 1972  | 1973  | 1974  | 1975  | 1976  | 1977  | 1978  | 1979  | 1980  | 1981  | 1982  |
| Odległość (m) | 49,96 | 61,10 | 66,30 | 72,86 | 71,10 | 75,54 | 81,24 | 78,28 | 77,86 | 80,36 | 79,62 | 83,22 | 81,50 | 77,58 | 78,14 | 75,68 | 76,36 | 70,38 |

## 10 najlepszych wyników
| Wynik | Data             | Miejsce   |
| ----- | ---------------- | --------- |
| 83,22 | 12 czerwca 1976  | Algier    |
| 81,50 | 30 lipca 1977    | Bydgoszcz |
| 81,24 | 5 sierpnia 1971  | Warszawa  |
| 80,50 | 4 lipca 1976     | Londyn    |
| 80,36 | 25 sierpnia 1974 | Warszawa  |
| 79,74 | 6 lipca 1971     | Spała     |
| 79,62 | 7 lipca 1975     | Praga     |
| 79,54 | 23 maja 1971     | Warszawa  |
| 79,08 | 13 czerwca 1971  | Warszawa  |
| 78,88 | 18 sierpnia 1971 | Karlstad  |